# Roger Chomeaux
Roger Chomeaux conocido como Chomo, nacido el año 1907 en Berlaimont y fallecido el 1999 en Achères-la-Forêt, fue un escultor francés. 